# Базель (кантон)
Базель (нім. Kanton Basel) — історичний кантон у Північно-Західній Швейцарії зі столицею в однойменному місті. Існував в 1501—1833 рр., коли був розділений на два напівкантони Базель-Штадт та Базель-Ланд.
Член Швейцарської конфедерації з 13 липня 1501 року.

## Передісторія

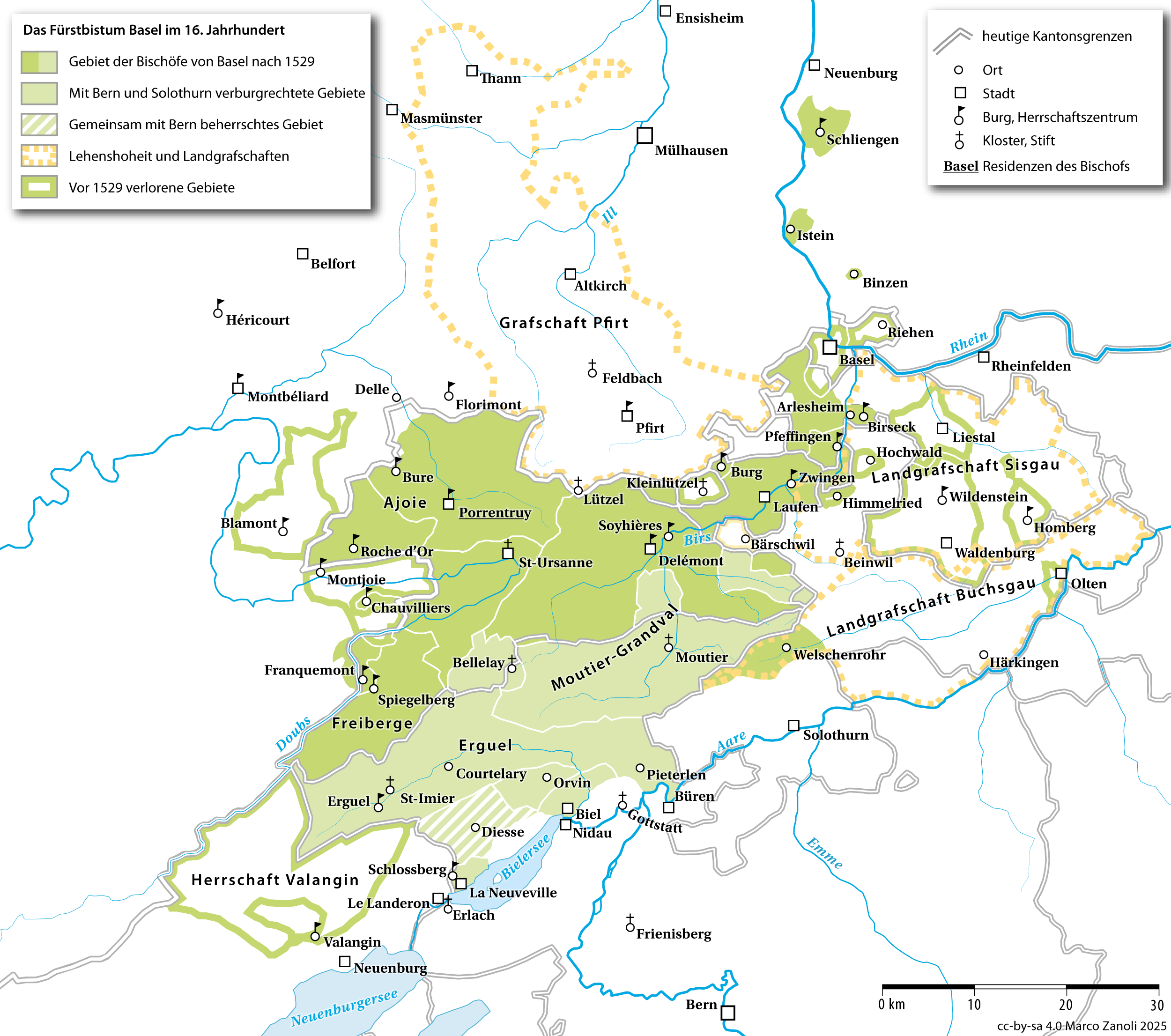
Базельське князь-єпископство в XVI ст

До Реформації Базель управлявся князь-єпископами. Наприкінці XV століття, після Базельського собору (1431–49 рр.), місто Базель стало багатшим і важливішим. Базельський університет заснований в 1459 році, і місто стало інтелектуальним центром німецького Відродження в роки, що передували Реформації. Еразм Роттердамський викладав у Базелі, а перші друкарні створили Йоганнес Петрі та Йоганнес Фробен. У 1495 році Базель був включений до Верхньорейнського імперського округа, єпископ сидів на лаві церковних князів.

## Заснування
Як прямий наслідок Швабської війни, відповідно до Базельського договору 1499 року, Базель та імперське місто Шаффгаузен приєдналися до Швейцарської Конфедерації в 1501 році як 11-й і 12-й кантони конфедерації, Аппенцелль приєднався до Швейцарії через 12 років та завершив формування конфедерації 13 кантонів, з яких складалась Швейцарія до Французьких Революційних війн.
Кантон Базель відокремився від князь-єпископства, і світське правління єпископів Базеля з цього часу було обмежено територіями на захід від Базеля, більш-менш відповідними сучасному кантону Юра.
Попри те, що єпископи Базеля більше не мали світської влади над містом Базель, вони продовжували проживати в місті до протестантської Реформації.

## Реформація
У 1503 році новий єпископ Крістоф фон Утенгайм відмовився дати Базелю нову конституцію, після чого, щоб продемонструвати свою силу, місто почало будівництво нової ратуші.
 Реформація запроваджена у Базелі Йоганном Еколампадієм, кафедральним проповідником під керівництвом фон Утенгайма та співредактором першого видання Еразма Novum Instrumentum omne. 19 лютого 1527 року фон Утенгейм пішов у відставку. Його наступником став Філіпп фон Гундельсгайм, канонік у Базелі-Мюнстері з 1510 року.
У 1529 році місто стало протестантським під керівництвом Еколампадія, а резиденцію єпископа було перенесено до Поррантрюї. У 1530 році Лауфенталь повстав проти єпископа, але повстання придушено військами Золотурна. Через неплатоспроможність князь-єпископство ставало все більш залежним від міста Базель, і місто надавало йому кредит під залог замку Бірсек в 1542, 1544 та 1545 рр. У 1547 році єпископ офіційно погодився дозволити місту обирати власну релігію, визнаючи, що місто вже стало протестантським.
Базельський патриціат («Daig») тепер відігравав ключову роль у міських справах, оскільки вони поступово утверджувалися як де-факто міська аристократія. Сім'я Бернуллі, яка мала таких важливих математиків XVII та XVIII століть, як Якоб Бернуллі, Йоганн Бернуллі та Даніель Бернуллі, походила з Базеля. Математик XVIII століття Леонард Ейлер народився в Базелі і навчався у Йоганна Бернуллі.
«Інституція християнської релігії» Кальвіна, створена в Базелі в 1536 році як захист гугенотів, яких тоді переслідували у Франції, і була викладом протестантської християнської доктрини, яка пізніше стала відомою як кальвінізм.
Перше видання «Інституції християнської релігії» опубліковано в Базелі в березні 1536 р.
 У 1543 р. «Про будову людського тіла», перша книга з анатомії людини, опублікована та надрукована в Базелі Андреасом Везалієм (1514—1564).

Вестфальський мир 1648 року нарешті призвів до визнання імперією незалежності швейцарських кантонів, усунувши де-юре (але не де-факто) панування Священної Римської імперії, відкинуте тодішнім князь-єпископством майже 150 років тому.

## Заколоти і повстання
У 1792 році було створено Рауракську республіку, революційну французьку клієнтську республіку, яка проіснувала кілька місяців у наступному році, перш ніж була розділена між відновленим кантоном Базель, пізніше у складі Гельветської республіки, та Першою французькою республікою.
До 1830 року Базель був об'єднаним кантоном, у парламенті якого засідали громадяни як міста, так і сільських муніципалітетів. У кантональному парламенті переважали депутати з міста, хоча його населення було менше, ніж населення спільної сільської місцевості. Раніше це не було джерелом нарікань, але в 1830 році базельбітер (жителі сільської місцевості), дедалі більше недовіряли місту. На зустрічі в Бад-Бубендорфі 18 жовтня 1830 року 25 базельбітерів склали ноту «шановним джентльменам і дворянам Базеля», вимагаючи рівних прав між містом і селом і представництва в парламенті пропорційно їх кількості.
Коли місто відхилило цю вимогу, незадоволення сільської місцевості зросло до такої міри, що місто стало перейматись за власну небезпеку. У Лісталі кілька жителів сільської місцевості сформували новий уряд провінції під захистом 3000 армії. Однак уряд був недовговічним, оскільки 16 січня 1831 року війська з Базеля окупували Лісталь, вигнавши новий уряд. Кілька сіл, таких як Гельтеркінден, Райгольдсвіль, Анвіль і Бубендорф, залишилися вірними Базелю, хоча й перебували під загрозою з боку повстанців.
Заворушення в сільській місцевості тривали в 1832 році, і обидві сторони чинили насильство проти іншої.
3 серпня 1833 року понад 1200 військовослужбовців міста, озброєних 14 гарматами, рушили на Лісталь, але в битві при Гюльфтеншанці, яка відбулася між Праттельном і Френкендорфом, війська міста були відкинуті до Базеля переважаючими повстанцями. На шляху до міста їх загін потрапив у засідку, і міські війська зазнали великих втрат.

## Розділення

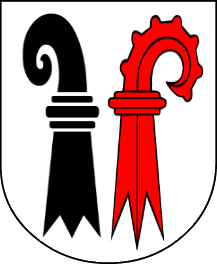
Кантональний герб, що поєднує герби двох напівкантонів, використовувався в 1833—1999 рр., коли «повний кантон» потребував представлення, наприклад, у Standesscheiben, зображеному на скляному куполі Федерального палацу Швейцарії. Той самий комбінований герб буде використовуватися для запропонованого об'єднаного кантону.

Після цього конфлікту 17 серпня 1833 року до вищого швейцарського органу влади, Тагзатцунгу, було подано петицію про поділ кантону Базель; через дев'ять днів відбувся поділ на напівкантони за зразком Унтервальдена та Аппенцелля.
З муніципалітетів кантону передано лише Ріен, Беттінген і Кляйнгюнінген — які інакше були б ексклавом Базель-ланду між Базель-Штадтом та Великим герцогством Баден — до нового напівкантону Базель-Штадту. Решта муніципалітетів утворили новий кантон Базель-Ланд.
Конституція Швейцарії 1844 року продовжувала визнавати «Базель» як один із двадцяти двох «суверенних кантонів» Швейцарії, перерахованих як Базель (Stadt und Land). У цьому сенсі, як суверенний член Швейцарської Конфедерації, кантон Базель продовжував існувати до 1999 року, коли переглянута конституція вперше визнала два колишні напівкантони «кантонами».

## Запропоноване возз'єднання
Було зроблено кілька спроб возз'єднати Базель-Штадт і Базель-Ланд. У 1969 році жителі Базеля провалили цю ініціативу на референдумі. Відтоді два кантони уклали низку угод про співпрацю, зокрема про спільне фінансування та управління Базельським університетом.